# Coremas
Coremas is een gemeente in de Braziliaanse deelstaat Paraíba. De gemeente telt 15.709 inwoners (schatting 2009).
De gemeente grenst aan São José da Lagoa Tapada, São Domingos, Pombal, Piancó, Catingueira, Emas en Aguiar.